# بيل هوارد
بيل هوارد (بالإنجليزية: Bill Howard)‏ هو كاتب أمريكي، ولد في 13 أغسطس 1969 في برينستون في الولايات المتحدة.